# Laken Tomlinson
Laken Tomlinson (geboren am 9. Februar 1992 in Savanna-la-Mar, Jamaika) ist ein jamaikanisch-amerikanischer American-Football-Spieler auf der Position des Guards. Er spielte College Football für die Duke University und steht zurzeit bei den Houston Texans in der National Football League (NFL) unter Vertrag. Zuvor spielte er zwei Jahre lang für die Detroit Lions, die ihn in der ersten Runde des NFL Draft 2015 ausgewählt hatten, und fünf Jahre lang bei den San Francisco 49ers sowie zwei Jahre bei den New York Jets und ein Jahr bei den Seattle Seahawks.

## College
Tomlinson wurde im jamaikanischen Savanna-la-Mar geboren und zog 2003 mit seiner Familie nach Chicago in die Vereinigten Staaten. Er besuchte die Lane Technical High School in Chicago und spielte in deren Highschoolfootballteam, zudem war er als Leichtathlet aktiv. Ab 2010 ging Tomlinson auf die Duke University, um College Football für die Duke Blue Devils zu spielen. Nach einem Redshirtjahr war er vier Jahre lang Stammspieler bei den Blue Devils und bestritt 52 Spiele. In der Saison 2014 wurde Tomlinson in das All-Star-Team der Atlantic Coast Conference (ACC) sowie zum Consensus All-American gewählt.

## NFL
Tomlinson wurde im NFL Draft 2015 an 28. Stelle von den Detroit Lions ausgewählt. Als Rookie kam er in 16 Partien als Left Guard zum Einsatz, dabei stand er 14-mal in der Startaufstellung. In seinem zweiten NFL-Jahr verlor Tomlinson seine Position als Stammspieler an Graham Glasgow, war aber später erneut Starter, da Glasgow aufgrund einer Verletzung von Travis Swanson auf die Position des Centers rückte. Am 31. August 2017 gaben die Lions Tomlinson nach 32 Spielen, von denen er 24 als Starter bestritten hatte, im Austausch gegen einen Fünftrundenpick an die San Francisco 49ers ab.
Bei den 49ers wurde Tomlinson Stammspieler auf der Position des Left Guards und kam 2017 in 15 Partien zum Einsatz. Anschließend lehnten sie die Fifth-Year-Option seines Rookievertrags ab und einigten sich mit ihm im Juni 2018  auf eine Vertragsverlängerung um drei Jahre im Wert von 18 Millionen US-Dollar. Seitdem stand Tomlinson in jedem Spiel der 49ers von Beginn an auf dem Feld. In der Saison 2021 wurde Tomlinson als Ersatz für Zack Martin in den Pro Bowl gewählt.
Im März 2022 unterschrieb Tomlinson einen Dreijahresvertrag im Wert von bis zu 41,2 Millionen US-Dollar bei den New York Jets. Er bestritt in seiner ersten Saison für die Jets alle 17 Spiele als Starter auf der Position des Left Guards und verpasste lediglich zwei Spielzüge. Auch in der Saison 2023 kam Tomlinson in jedem Spiel zum Einsatz. Am 7. März 2024 wurde er von den Jets entlassen. Zur Saison 2024 unterschrieb Tomlinson einen Einjahresvertrag bei den Seattle Seahawks. Bei den Seahawks stand er bei jedem offensiven Spielzug in 17 Spielen auf dem Feld. Im März 2025 nahmen die Houston Texans Tomlinson unter Vertrag.